# سطيح (الشعر)

تعديل مصدري - تعديل

سطيح هي إحدى قرى عزلة القابل الأسفل بمديرية الشعر التابعة لمحافظة إب، بلغ تعداد سكانها 189 نسمة حسب تعداد اليمن لعام 2004.